# مسجد ميرزا تقي
مسجد ميرزا تقي (بالفارسية: مسجد میرزا تقی) هو مسجد تاريخي يعود إلى عصر الدولة الإلخانية، ويقع في همدان.